# Langwinkl
Langwinkl ist ein katholischer Wallfahrtsort in der Gemeinde Bayerbach im Landkreis Rottal-Inn. Die Wallfahrtskirche Maria Heimsuchung, eine Nebenkirche der Pfarrei Bayerbach, liegt weithin sichtbar auf einer Erhebung.

## Geschichte der Wallfahrt
Die Entstehung der Wallfahrt geht auf Johann Grienwald zurück, Sohn eines Salzburger Schmiedes, der von Geburt an stumm war. 1628 fand er der Überlieferung zufolge auf dem Langwinkler Hügel eine Kopie des Mariahilfbildes. Nach dreimaliger Wallfahrt zur Mariahilfkirche in Passau konnte er reden.
1640 errichtete er am Fundort des Bildes eine Kapelle, wofür er 50 Gulden gesammelt hatte. Er wurde dabei vom Hofmarksherrn Wilhelm Ehrnreich von Ezenberg unterstützt, und trotz des Verbotes durch den kurfürstlichen Pfleger und den Abt von Kloster Asbach entwickelte sich schnell eine Wallfahrt, die reichlich Opfergeld einbrachte. Ein Kapuzinerpater aus Italien schenkte 1643 der Kapelle ein kleines Marienbild, das anstelle des Mariahilfbildes zur Aufstellung kam. Bereits 1644 wurde neben der Holzkapelle mit dem Bau einer Kirche begonnen.  Als Grienwald 1649 an der Pest starb, zogen sich die Bauarbeiten in die Länge, doch am 19. Mai 1686 konnte die Kirche durch den Passauer Weihbischof Johann Maximus Steiner konsekriert werden. Die weitere Ausstattung geschah in den folgenden Jahren.
Die mit Schindeln bedeckte Kapelle musste 1958 wegen Baufälligkeit abgebrochen werden. 

## Kirche

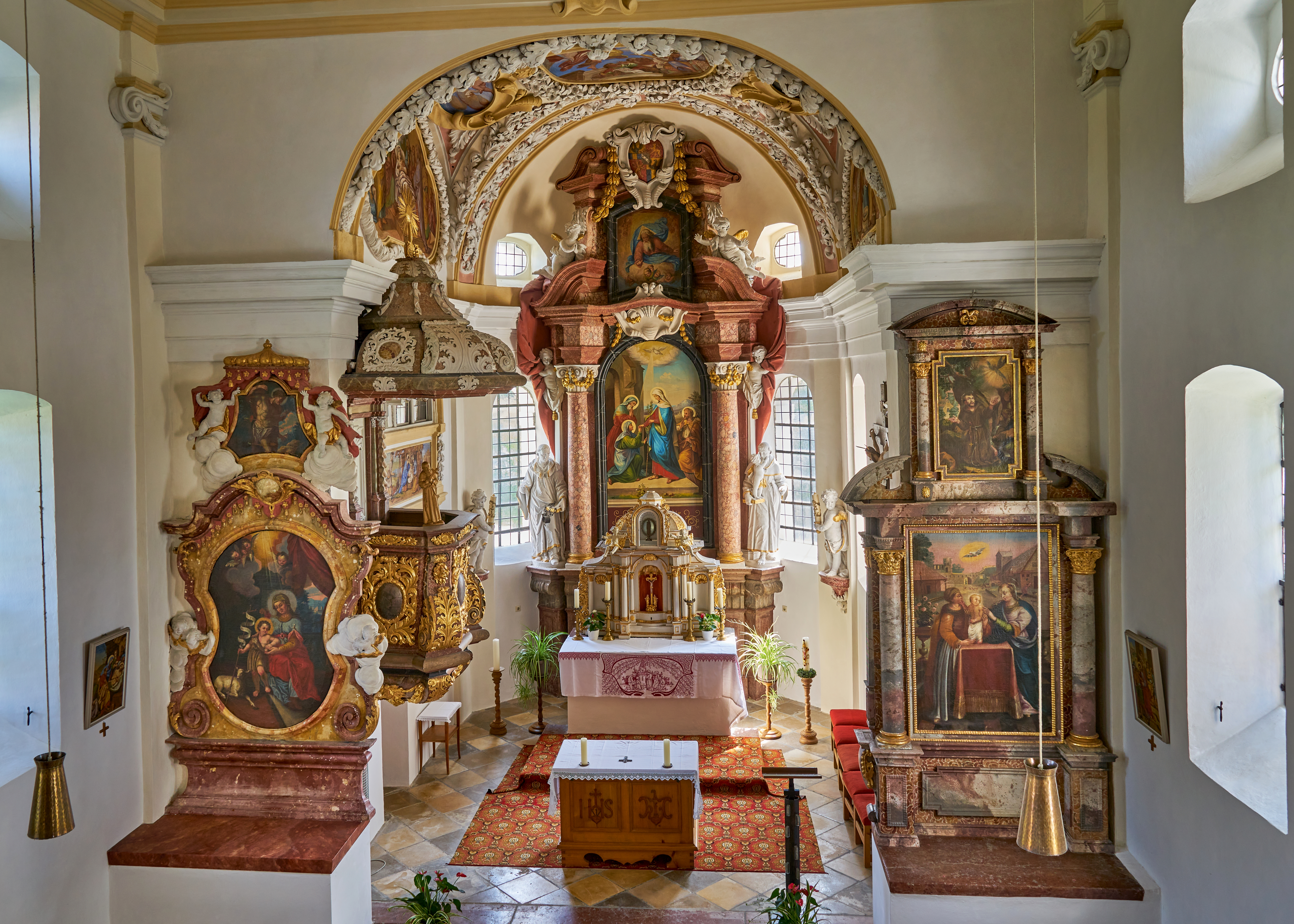
Innenraum der Kirche

Aufgrund der architektonischen Verwandtschaft zur Klosterkirche St. Salvator und zum Stadtturm Vilshofen vermutete man als Baumeister Bartholomä Viscardi aus Graubünden, nach anderen Angaben ist es Domenico Cristoforo Zuccalli aus Burghausen. Der Hochaltar wurde 1685 von Andrea Solari aus Como errichtet, das Altarbild mit Maria Heimsuchung ist Ersatz von 1872. Die Seitenaltäre entstanden 1675 und 1730, die Kanzel etwa 1715. Der üppige Gewölbestuck wurde wegen der Ähnlichkeit mit dem des Passauer Domes und der Wallfahrtskirche auf dem Gartlberg Giovanni Battista Carlone zugeschrieben, nach anderen Angaben stammt er von dem Passauer Hofkünstler Giovanni Pietro Camuzzi. Das Fresko im Chor stellt die Aufnahme der Seele Marias in den Himmel dar und wird dem Passauer Maler Carl Adam zugeschrieben. Das in Öl auf Leinwand gemalte Deckengemälde, welches die leibliche Aufnahme Marias in den Himmel vergegenwärtigt, signierte Antonius Perdolt 1694. Von 1974 bis 1976 wurde die Kirche umfassend renoviert.
Die Kirche steht unter der Nummer D-2-77-112-16 unter Denkmalschutz.